# サラ・ウルマー
サラ・ウルマー（Sarah Ulmer、1976年3月14日 - ）は、ニュージーランド、オークランド出身の元女子自転車競技選手。サラ・アルマーともいう。

## 来歴
実父のゲリーは、ロードレースの国内選手権を制した実績を持つ。ニュージーランドの自転車競技選手として初めてオリンピックの自転車競技で金メダルを獲得した選手として知られ、2005年にニュージーランド勲章を受章した。
1993年
- ジュニア世界選手権自転車競技大会
  - 個人追抜 2位

1994年
- ジュニア世界選手権自転車競技大会
  - 個人追抜 優勝

1999年
- トラック世界選手権
  - ポイントレース 3位

2002年
- UCIトラックワールドカップ2002
  - シドニー - 個人追抜 & スクラッチ 優勝
- コモンウェルスゲームズ
  - 個人追抜 優勝

2003年
- UCIトラックワールドカップ2003
  - シドニー - 個人追抜 優勝

2004年
- アテネオリンピック
  -  3000メートル個人追抜決勝で、3分24秒537の世界記録をマークして優勝。
- トラック世界選手権
  -  個人追抜 優勝
- UCIトラックワールドカップ2004
  - シドニー - 個人追抜 優勝

2005年
- オセアニアンゲームズ
  - 個人タイムトライアル 優勝
  - 個人ロードレース 優勝
- ニュージーランド選手権
  - 個人ロードレース 優勝

2006年
- ニュージーランドツアー 総合優勝